# Le Relecq-Kerhuon
 Le Relecq-Kerhuon  (en bretón Ar Releg-Kerhuon) es una población y comuna francesa, situada en la región de Bretaña, departamento de Finisterre, en el distrito de Brest y cantón de Guipavas.

## Demografía
| 6526 | 7001 | 8499 | 9286 | 10 569 | 10 866 |
| Para los censos de 1962 a 1999 la población legal corresponde a la población sin duplicidades (Fuente: INSEE [Consultar]) |      |      |      |        |        |